# بروس باستین
بروس وین باستین (به انگلیسی: Bruce Bastian) (زاده ۲۳ مارس ۱۹۴۸) یک برنامه‌نویس رایانه و بازرگان آمریکایی است. او در سال ۱۹۷۸ شرکت نرم‌افزار وردپرفکت (که در ابتدا با نام نرم‌افزار ماهواره‌ای بین‌المللی شناخته می‌شد) را به همراه آلن اشتون تأسیس کرد.

## سنین جوانی و تحصیلات
باستین در ۲۳ مارس ۱۹۴۸ در توین فالز، آیداهو به دنیا آمد. او در کالج دانشگاه بریگم یانگ (BYU) در پروو، یوتا در رشته موسیقی تحصیل کرد.
باستین مدت کوتاهی برای اشتون و شریک دیگرش کار کرد و نرم‌افزار پردازش ورد را توسعه داد. باستین بعداً برای موسسه تحقیقاتی آیرینگ (ERI) روی یک برنامه ترجمه زبان برای مدت کوتاهی کار کرد. بلافاصله پس از استخدام باستین در ERI، این شرکت قراردادی را با اورم سیتی، یوتا، امضا کرد تا یک پردازشگر ورد برای رایانه جدید DEC PDP-11/34 این شهر ایجاد کند. از آنجایی که باستین تنها کارمند ERI بود که تجربه توسعه در زمینه پردازش ورد را داشت، شرکت با باستین و اشتون برای توسعه نرم‌افزار قرارداد بست که بعداً وردپرفکت شد.
در سال ۲۰۱۰، رئیس‌جمهور باراک اوباما، باستین را به افتخار تعهد طولانی مدت باستیان به هنر، به ریاست کمیته مشورتی هنر ریاست‌ جمهوری منصوب کرد.